# Birma na Letnich Igrzyskach Olimpijskich 1952
Birmę na Letnich Igrzyskach Olimpijskich 1952 reprezentowało 5 zawodników, byli to sami mężczyźni.

## Skład kadry

### Boks
- Basil Thompson
  - Waga musza - 9. miejsce

- Nyein Nil Ba
  - Waga piórkowa - 17. miejsce

- Stanley Majid
  - Waga lekkopółśrednia - 9. miejsce

### Podnoszenie ciężarów
- Nil Tun Maung
  - Waga piórkowa - 14. miejsce

- Nil Kyaw Yin
  - Waga lekka - 14. miejsce